# Инаугурация Франклина Рузвельта (1937)
Вторая инаугурация Франклина Делано Рузвельта в качестве Президента США и Джона Гарнера в качестве вице-президента США состоялась 20 января 1937 года. Президентскую присягу проводил Председатель Верховного суда США Чарльз Хьюз, а присягу вице-президента принимал лидер большинства в Сенате Джозеф Тейлор Робинсон.
Это была первая инаугурация, которая состоялась 20 января в соответствии с Двадцатой поправкой к Конституции США. Это также был первый раз, когда вице-президент принял присягу на инаугурационной платформе, а не в зале Сената. Из-за того, что утром и на протяжении всей инаугурации шёл дождь, толпы поспешно разошлись после завершения мероприятия.

## Галерея

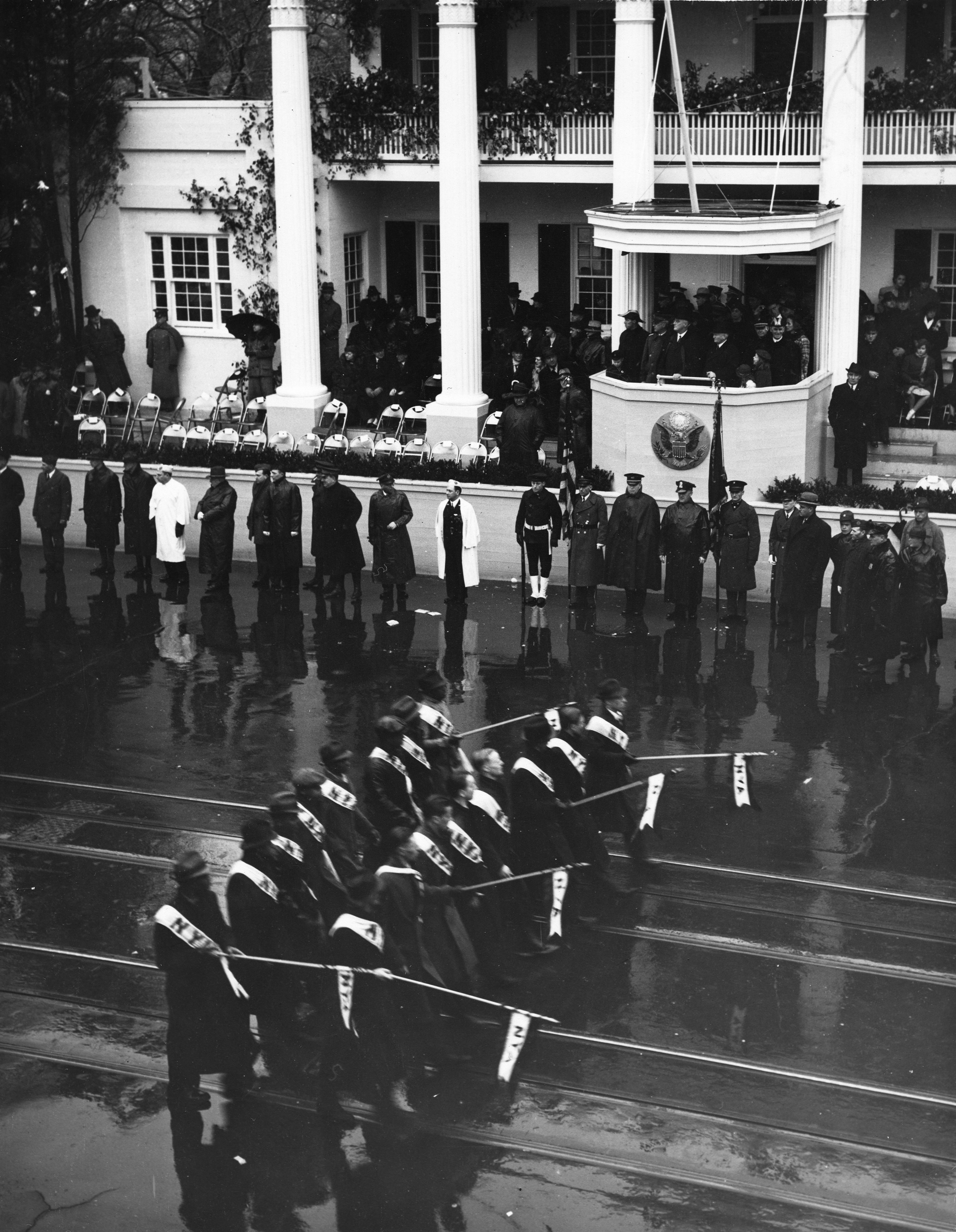
Инаугурационный парад